# Henry Somerset (1. książę Beaufort)

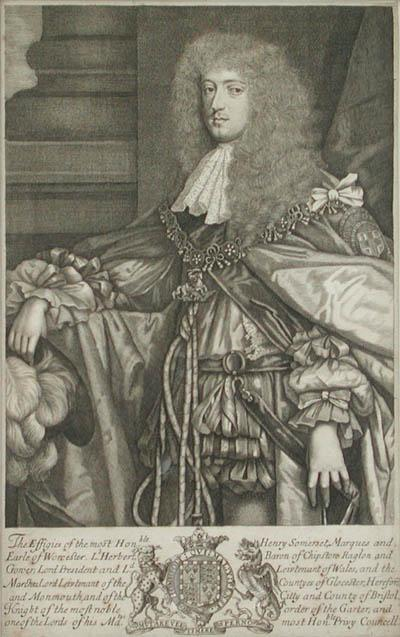
Książę Beaufort

Henry Somerset, 1. książę Beaufort KG (ur. 1629, zm. 21 stycznia 1699/1700 w Badminton w hrabstwie Gloucestershire) – angielski arystokrata, najstarszy syn Edwarda Somerseta, 2. markiza Worcester, i Elizabeth Dormer, córki sir Williama Dormera.
W latach 1646–1667 był tytułowany lordem Herbert. W latach 1660–1667 zasiadał w Izbie Gmin jako reprezentant okręgu Monmouthshire. W latach 1660–1689 był Lordem Namiestnikiem hrabstw Gloucestershire, Monmouthshire i Herefordshire oraz Custos Rotulorum Monmouthshire. W 1663 r. ukończył naukę na Uniwersytecie Oksfordzkim. Po śmierci ojca w 1667 r. odziedziczył tytuł 3. markiza Worcester i zasiadł w Izbie Lordów.
Worcester był custos rotulorum hrabstw Somerset w latach 1668–1672, Herefordshire w latach 1671–1689 oraz Brecknockshire w latach 1679–1689. W latach 1672–1689 był przewodniczącym Rady Walii i Marchii. 17 kwietnia 1672 r. został członkiem Tajnej Rady. 29 maja 1672 r. otrzymał Order Podwiązki. 2 grudnia 1682 r. został kreowany księciem Beaufort. W 1685 r. został pierwszym dowódcą pułku piechoty księcia Beaufort. W 1687 r. został Lordem Namiestnikiem Purbeck. W 1689 r. odmówił złożenia przysięgi na wierność królowi Wilhelmowi III.
17 sierpnia 1657 r. poślubił Mary Capel (16 grudnia 1630 - 7 stycznia 1714/1715), córkę Arthura Capela, 1. barona Capel, i Elizabeth Morrison, córki sir Charlesa Morrisona. Henry i Mary mieli razem trzech synów i cztery córki:
- Henry Somerset (ur. ok. 1660, zmarł młodo), lord Herbert
- Charles Somerset (25 grudnia 1660 - 13 lipca 1698), markiz Worcester
- Arthur Somerset, ożenił się z Mary Russell, miał dzieci
- Mary Somerset (ok. 1666 - 19 listopada 1733), żona Jamesa Butlera, 2. księcia Ormonde, miała dzieci
- Henrietta Somerset (ok. 1669 - 10 sierpnia 1715), żona Henry’ego O’Briena, lorda O’Brien, i Henry’ego Howarda, 6. hrabiego Suffolk, miała dzieci z pierwszego małżeństwa
- Anne Somerset (22 lipca 1673 - 17 lutego 1763), żona Thomasa Coventry, 2. hrabiego Coventry, miała dzieci
- nieznana z imienia córka, zmarła młodo

Beaufort zmarł w 1699 lub 1700 r. Został pochowany w kaplicy św. Jerzego w zamku Windsor. Tytuł książęcy odziedziczył jego wnuk, Henry.